# Mezzotinta
Mezzotinta, též škrábaná, tónová rytina (z italštiny mezzo (poloviční) a tinta (tón) je grafická technika tisku z hloubky. V mezinárodním značení má symbol C7. V době své největší popularity sloužila především jako technika k reprodukci šerosvitných olejomaleb.

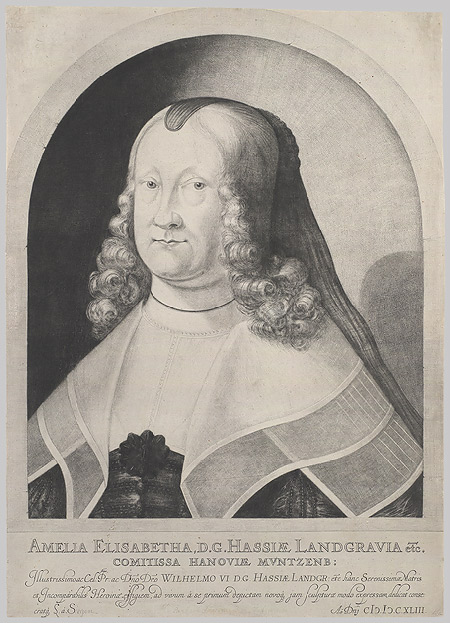
První známá mezzotinta, portrét Amelie Elisabeth von Hessen, archiv Metropolitní muzeum umění

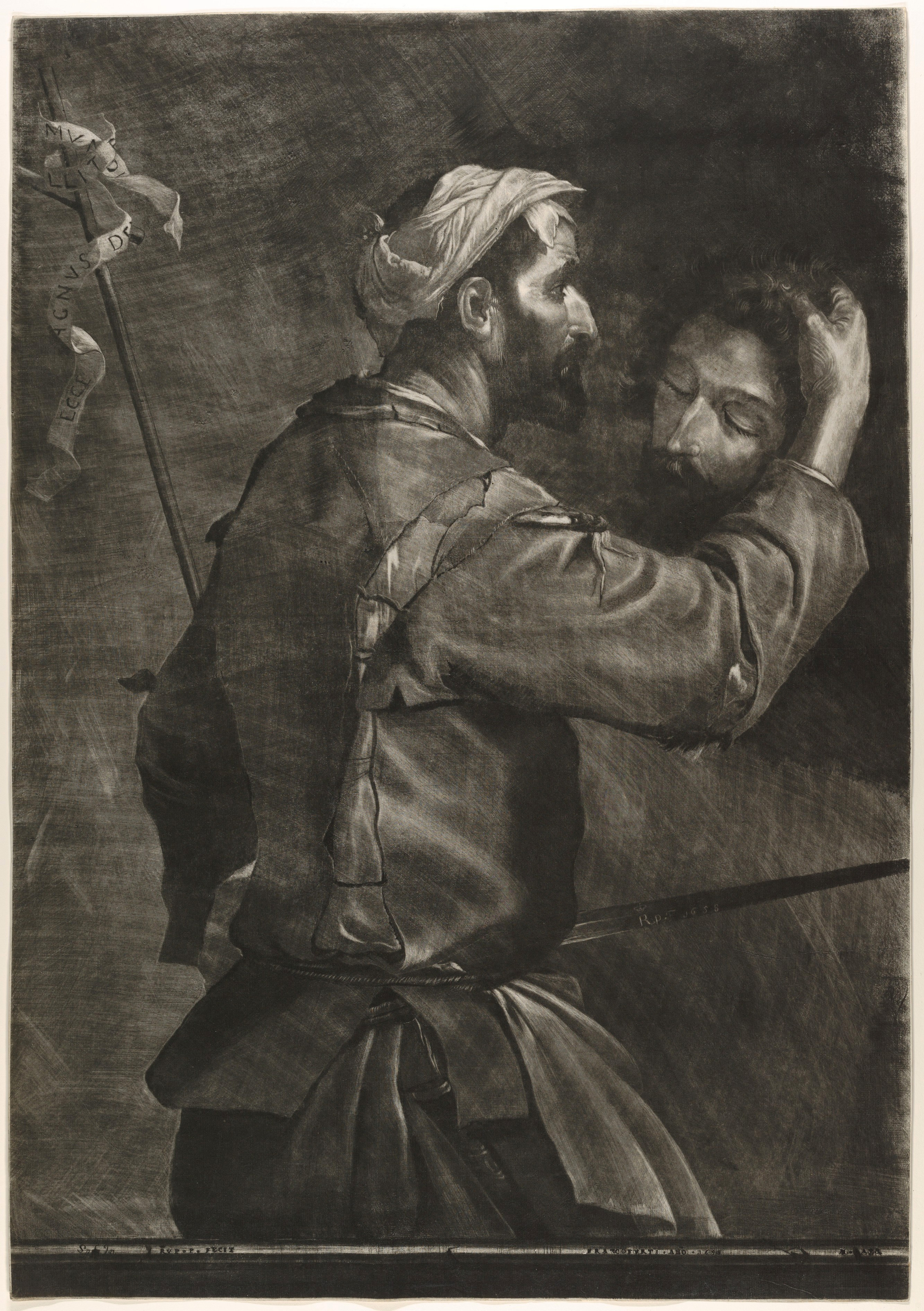
Kat s hlavou Jana Křtitele, princ Ruprecht Falcký, 1658

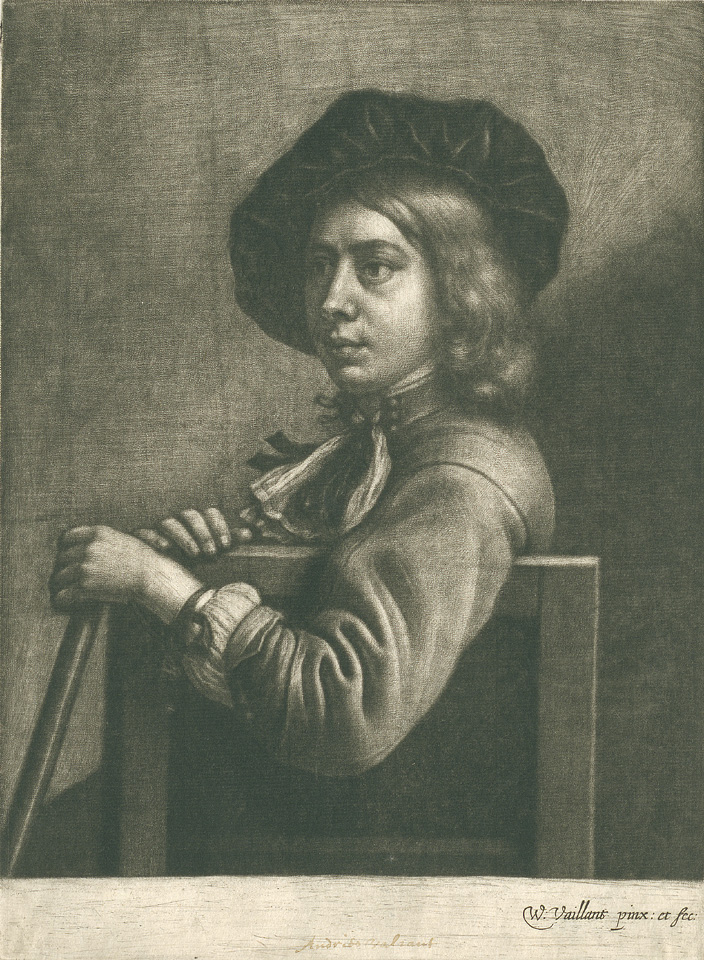
Wallerant Vaillant, portrét chlapce (kol. 1658)

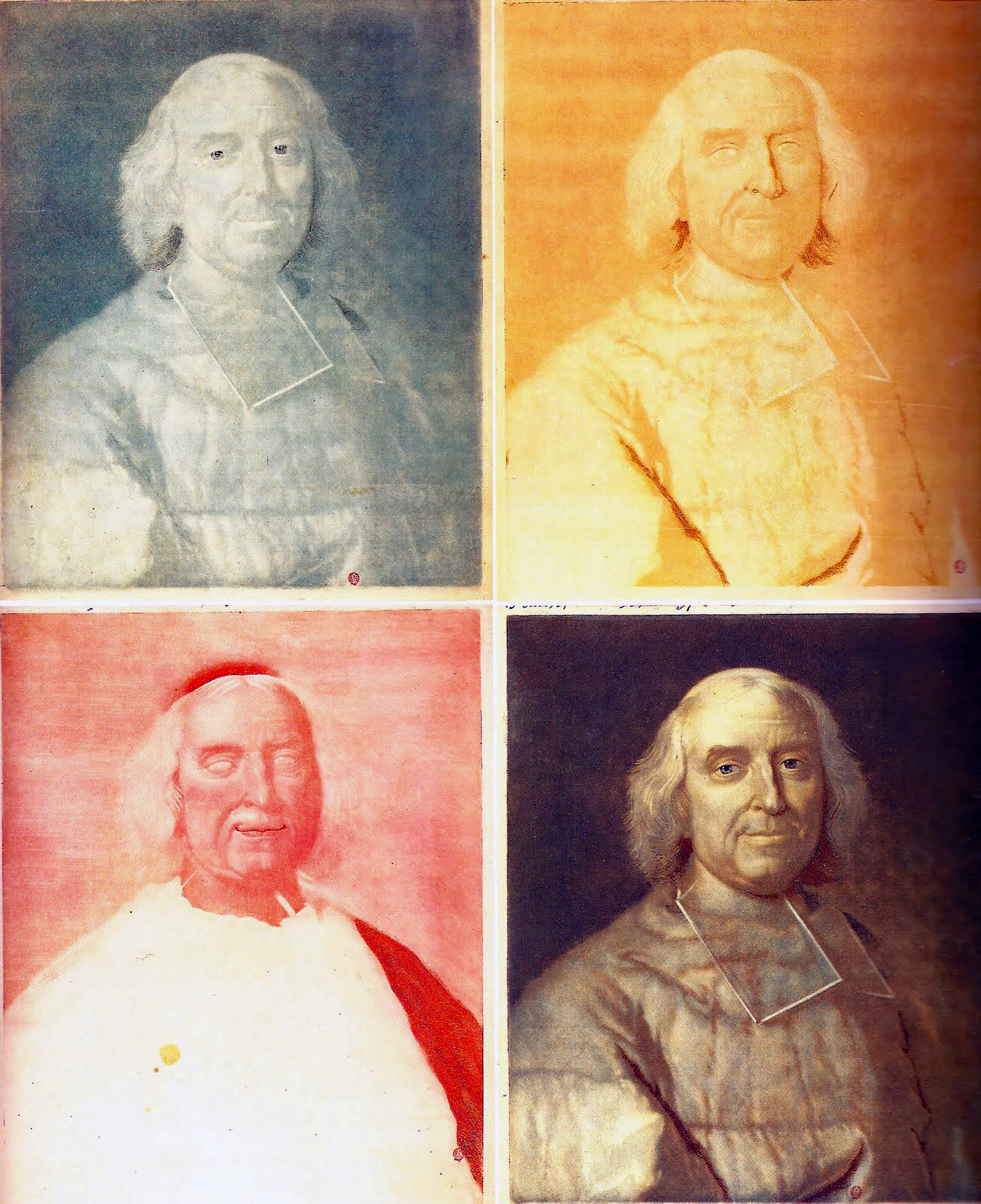
J. Ch.Le Blon, fáze tisku barevné mezzotinty soutiskem tří desek (1738)

## Historie
Mezzotintu objevil v letech 1639–1641 německý důstojník Ludwig von Siegen (1609–1676) z Hessenu a vytiskl touto technikou prvních sedm grafických listů. Metoda se šířila pomalu prostřednictvím jednotlivců, kteří ji předali dalším grafikům. Vynález byl dlouho připisován princi Ruprechtu Falckému, který se ale techniku naučil přímo od Ludwiga von Siegen během jeho pobytu v Bruselu roku 1654. Sám vytvořil v mezzotintě deset grafických listů (Kat s hlavou Jana Křtitele). Později se Ruprecht stal vévodou z Cumberlandu a anglickým velkoadmirálem a přestože byl v grafice diletantem, zasloužil se o další šíření techniky mezzotinty (William Sherwin).
U prince Ruprechta se mezzotintě vyučil nizozemský grafik Wallerant Vaillant (1623–1677), který v ní vytvořil přes 200 listů. Jeho následovník Abraham Blooteling (1634–1687) vynalezl ocelovou skoblovací kolébku a uvedl techniku v Anglii, kde po roce 1660 působila řada nizozemských grafiků. V 17. století zde zdomácněla a dosáhla největšího rozvoje během 18. století. Za nejvýznamnějšího anglického tvůrce je považován John Raphael Smith (1752–1812), rytec prince z Walesu. Mezzotinta bývá označována také jako la manière anglaise. Protože příprava desky je velmi pracná a trvá několik hodin, museli desky rozzrňovat i vojáci v době volna. Z Anglie se technika dostala do USA (Peter Pelham, 1695–1751) a zpět na evropský kontinent (Charles Howard Hodges, Amsterdam). Vídeňskou školu mezzotinty založili Johann Gottfried Haid (1710–1776) a Johan Jacobé (1733–1797), kteří se vyškolili v Anglii. Do Ruska techniku zavedl James Walker, rytec Kateřiny Veliké.
Mezzotinta se uplatnila především v portrétní tvorbě a dosáhla vrcholu v anglické grafice 18. století. Užívali ji rytci John Raphael Smith a Richard Earlom, který reprodukoval díla Claude Lorraina, Rubense a van Dycka,, rytec krále George III., Valentine Green, malíři Thomas Gainsborough a Sir Joshua Reynolds Průkopníkem barevné mezzotinty byl frankfurtský grafik Jacob Christoph Le Blon (1667–1741), který zavedl vícebarevný tisk soutiskem primárních barev ze tří nebo čtyř desek. V 19. století se začala mezzotinta postupně přežívat a začala být nahrazována zejména tečkovacím leptem. Důvodem byla hlavně její velká pracnost. V moderní grafice se mezzotinta užívá obvykle v kombinaci s jinými technikami (lept, suchá jehla).

## Postup

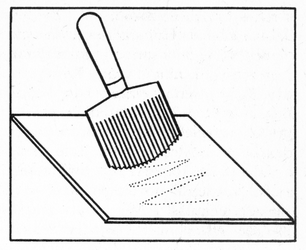
Postup při zrnění destičky pomocí skobliny

Pro mezzotintu se používají silnější měděné nebo mosazné desky (1,5-2 mm). Deska se přebrousí a pak silným tlakem a pod úhlem zhruba 80° rozzrní pomocí skobliny (kolébky), která má oblou plochu, zespodu hustě špičatě ozubenou. Šířka zubů určuje hrubost výsledného zrnění, hloubku bodových čar i výšku hřebínku. Obvykle se používá jemná skoblina s 28 zuby/cm nebo hrubá s 18 zuby/cm. Zrnění je třeba provádět ve všech směrech, aby byl povrch stejnoměrně matný. Příprava jedné desky zabere i několik hodin. Náhradním řešením je užití kotoučového zrniče, sestaveného z několika kotoučových pil o průměru 10-15 cm, navlečených na hřídeli. Další možností je otryskání desky karborundem, opakované protažení desky se smirkovým papírem v měditiskovém lisu nebo vyleptání po pokrytí akvatintovým zrnem. Menší plochy lze ozrnit ruletou či moletou. Dobře nazrněná deska by měla tisknout jednolitou sametově černou plochu.
Na desku se kresba provede tužkou nebo křídou a světlejší tóny se postupně vyškrabují pomocí trojbřitých škrabek a hladítek s tupým zakončením. Pokud se při kontrolním tisku některá místa jeví příliš světlá, je možné je znovu nazrnit ruletou či moletou. Nazrněná destička se při tisku dosti opotřebovává a sametová hloubka se postupně ztrácí. Mezzotinta dá běžně pouze 40-60 kvalitních tisků. Pro větší počet tisků je možno desku předem galvanicky poocelit. Samotné grafické listy zhotovené technikou mezzotinty jsou mimořádně choulostivé a poškození nelze vyretušovat. Je proto třeba uchovávat je překryté hedvábným papírem.
Mezzotinta má charakteristický šerosvitný, měkký a malebný výraz a činí dojem uhlové nebo křídové kresby s převahou tmavých odstupňovaných míst. Výstižné jsou především jemné plynulé přechody a sametově černé tóny bez ostrých obrysů a lineární kresby. Pomocí této techniky lze reprodukovat i nejjemnější valéry obrazů.

### Umělci tvořící technikou mezzotinty
- Nizozemci: Wallerant Vaillant (1623–1677), Abraham Blooteling (1634–1687), Jan van Somer, Pieter Schenk, Jacob Gole a Gerard Valck.
- Angličané: Valentine Green (1739–1813), Richard Earlom (1743–1822), William Dickinson (1746–1823), John Raphael Smith (1752–1812), William Ward (1766–1826), Samuel Cousin (1782–1847), George White (c. 1684–1732), William Pether, John Evelyn, Richard Tompson, Alexander Browne, William Sherwin (1645?–1709?), Isaac Beckett (1653–1719), Robert Robinson, Bernard Lens II (1659–1725), Francis Place
- Irové: James MacArdell (1729–1765), Edward Fischer (1730–1781), John Dixon (1730–1781), James Watson (1740–1790), Thomas Frye, Richard Houston
- Rakušané: Johann Gottfried Haid (1710–1776), Johan Jacobé (1733–1797), Johann Peter Pichler (1765–1806), Franz Wrenk (1766–1830), Vincent Georg Kininger (1767–1851), Ignaz (Ignazio) Unterberger
- Němci: Ludwig von Siegen (1609–1676), Jacob Christoph Le Blon (1667–1741), Georg Philipp Rugendas (1666–1742)
- Francouzi: George-François Blondel, Jacques-Fabien Gautier-Dagoty a jeho synové
- Američané: Peter Pelham, Edward Savage, Charles Willson Peale
- Češi: Max Švabinský, Tavík František Šimon[13]